# Biokemija
Biokemija je kemija života, most između biologije i kemije koji proučava kako složene kemijske reakcije stvaraju život. Biokemija je hibridni dio kemije koji konkretno proučava kemijske procese u živim organizmima. 
Ovaj članak opisuje samo kopnenu biokemiju, koja počiva na ugljiku i vodi. Kako svi oblici života koje danas imamo na planetu imaju zajedničko porijeklo, prema tome imaju i slične biokemije, kao što su genetski kod i stereokemija mnogih biomolekula. Nije poznato jesu li druge biokemije uopće i moguće.
Biokemija proučava strukturu i funkciju bioloških molekula, kao što su bjelančevine, ugljikohidrati, lipidi, nukleinske kiseline i ostale biomolekule. Iako postoji ogroman broj različitih biomolekula, one se često sastoje od istih jedinica koje se ponavljaju, monomera, ali koje se ponavljaju u različitim sekvencima. Nedavno se biokemija počela fokusirati na proučavanje reakcija u kojima su katalizatori enzimi i na proučavanje osobina bjelančevina.
Biokemija metabolizma stanice i biokemija endokrinog sustava su dva područja koja se intenzivno proučavaju. Druga područja koja spadaju pod pojam biokemije su genetski kod (DNA, RNA), sinteza bjelančevina, prijenos tvari kroz staničnu membranu i prijenos signala.

## Povijest
Biokemija danas uvelike proizlazi iz otkrića objavljenog od strane njemačkog znanstvenika Friedricha Wöhlera 1828. g. Wöhler bio je suvremenik Schleidena i Schwana. Iz temelja je promijenio poimanje biologije i kemije dokazavši kako se urea (mokraćevina), organski spoj biološkog podrijetla, može sintetizirati u laboratoriju iz anorganske tvari, amonijeva cijanata. Do tada je bilo rašireno opće mišljenje da su živi organizmi svijet za sebe te da nisu pod utjecajem zakona kemije i fizike.  Dokazavši kako se spoj koji stvaraju živi – biokemijski – organizmi može sintetizirati u laboratoriju kao bilo koja druga kemikalija, Wöhler je potpomogao brisanje pojmovnih razlika između živog i neživog svijeta te rušenje predodžbe da su biokemijski procesi na neki način izuzeti od zakona kemije i fizike.
Drugi se značajan napredak pojavio oko 40 godina kasnije, kada je Louis Pasteur povezao aktivnost živih organizama s pojedinim procesima pokazujući kako su žive stanice kvasca potrebne za odvijanje fermentacije, (vrenja) šećera u alkohol. Nakon ovog opažanja je uslijedio pronalazak Eduarda i Hansa Buchnera iz 1897. godine, koji su ustvrdili da se fermentacija može odvijati i potpomognuta samo izlučevinama stanica kvasca - fermentima. Postupno se otkrilo da su aktivni agensi u izlučevinama bili specifični biološki katalizatori, koji su otada prozvani enzimima.
Značajan napredak u našem razumijevanju funkcije stanice se dogodio 1920-ih i 1930-ih kada su razjašnjeni biokemijski putovi vrenja i sličnih staničnih procesa. To je bilo razdoblje tijekom kojeg su se istaknuli njemački biokemičari predvođeni Gustavom Embdenom, Otto Meyerhof, Otto Warburg, i Hans Krebs. Spomenuti su ovjekovječeni imenima biokemijskih putova (primjerice Embden-Meyerhofov put glikolize i Krebsov ciklus). U otprilike isto vrijeme, Fritz Lipmann, američki biokemičar, otkriva da je visokoenergetski spoj adenozin trifosfat (ATP) ključni pohranitelj energije u većini stanica.
Važan napredak u proučavanju biokemijskih reakcija i putova događa se kada se radioaktivni izotopi poput 3H, 14C, i 32P počinju koristiti pri praćenju metaboličkih zbivanja pojedinih atoma i molekula. Melvin Calvin i njegovi kolege s kalifornijskog sveučilišta Berkeley, bili su pioniri na ovom polju jer su prvi pratili zbivanja 14C-označenog ugljikova dioksida. 14CO2, u osvijetljenim stanicama alge koje su aktivno fotosintetizirale. Njihov je rad iz 1940-ih i 1950-ih, doveo do tumačenja Calvinova ciklusa.

## Vanjske poveznice
Mrežna mjesta
- biokemija Hrvatska enciklopedija
- Mladen Miloš, Osnove biokemije (skripta)  Arhivirana inačica izvorne stranice od 29. ožujka 2017. (Wayback Machine), Kemijsko-tehnološki fakultet, Split, 2009.
- Hrvatsko društvo za biokemiju i molekularnu biologiju  Arhivirana inačica izvorne stranice od 29. ožujka 2017. (Wayback Machine)